# Paradapis
A Paradapis egy Adapiformes nem, a késő eocén kori Európában élt.